# Осаев, Байсолтан Камилович
Байсолтан Камилович Осаев (29 октября 1949, с. Аксай, Хасавюртовский район, Дагестанская АССР, РСФСР, СССР) — актёр театра и кино, театральный режиссёр. Директор Кумыкского музыкально-драматического театра им. А.-П. Салаватова (1987—1994). Народный артист Дагестанской АССР (1989). Заслуженный артист России (2002).

## Биография
В 1973 году окончил факультет артиста музыкальной комедии Грузинского театрального института им. Шота Руставели. После окончания института, с того же 1973 года начинает работать в Кумыкском музыкально-драматического театра им. А.-П. Салаватова. С 1973 по 1987 годов — солист-вокалист, а с 1987 по 1994 годов — директор и артист Кумыкского театра. Жена: Тотуханум Осаева — актриса Кумыкского театра, дочь: Рабият - также актриса в Кумыкском театре.

## Театральные работы
- «Аршин мал алан» (Узеир Гаджибеков) — Сулейман, Аскер
- «Принцесса цирка» (Имре Кальмана) — Мистер Икс
- «Шавхал Адильгерей Тарковский» (Баммат Атаев) — Адмирал Апраксин
- «Разрыв» (Абсалам Аскерханов) — Юсуп
- «Айгази» (А.-П. Салаватова) — Батав, Умав
- «Дуэнья» (Ричард Шеридан) — Мендозо, Антонио
- «Дикарка» (М.-Р.Расулова) — Амирхан
- «Тринадцатый председатель» (Азат Абдуллин) — Прокурор Улин
- «Тайна золотого портсигара» (Абдул-Вагаб Сулейманов) — Сабанай
- «Горянка» (Расул Гамзатова) — Салман
- «Человек из Ламанчи» (Дейл Вассерман) — Цирюльник
- «Если сердце захочет» (Гамид Рустамов) — Кажар Гасан (Хасан)
- «Богатая женщина» (Али Амирли) — Нищий
- «Мешеди-Ибад» (Узеир Гаджибеков) — Рустамбей
- «Сотав и Рашия» (Аткай Аджаматов) — Сотав
- «Бешеные деньги» (Александр Островский) —  Савва Васильков

## Фильмография
- 1984 — Талисман любви — эпизод
- 2018 — Молитва (короткометражка)

## Звания и награды
- Лауреат премии Ленинского комсомола Дагестанской АССР (1969);
- Заслуженный артист Дагестанской АССР (1979);
- Народный артист Дагестанской АССР (1989);
- Заслуженный артист России (2002).